# Boissy-la-Rivière
Boissy-la-Rivière  [bwasi la ʁiviɛʁ] je francouzská obec v departementu Essonne v regionu Île-de-France.

## Poloha
Boissy-la-Rivière se nachází asi 55 km jihozápadně od Paříže. Obklopují ji obce Ormoy-la-Rivière na severu, Étampes na severozápadě a severovýchodě, La Forêt-Sainte-Croix na východě, Marolles-en-Beauce na jihovýchodě, Fontaine-la-Rivière na jihu, Saint-Cyr-la-Rivière na jihozápadě a Saclas na západě.

## Vývoj počtu obyvatel
Počet obyvatel